# Jean-Baptiste Deshays de Colleville
Jean-Baptiste Henri Deshays de Colleville, dit Deshays et « le Romain », né le 27 novembre 1729 à Rouen et mort à Paris le 10 février 1765 est un peintre d’histoire français.

## Biographie

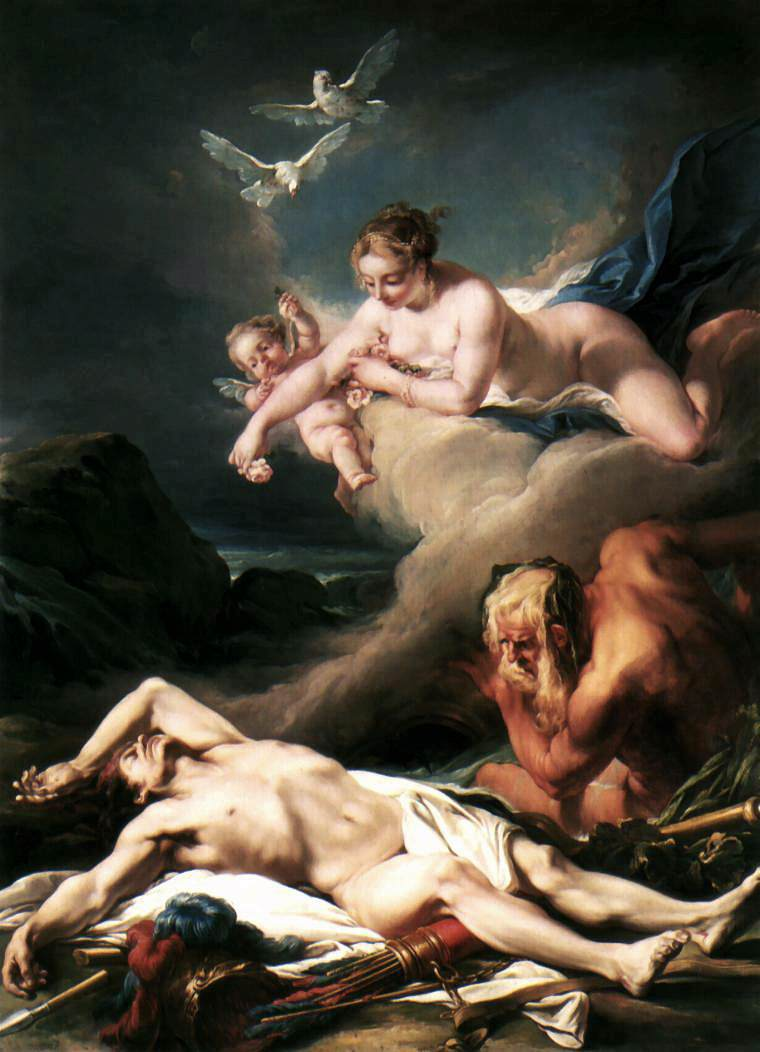
Hector exposé sur les rives du Scamandre, 1759, musée Fabre de Montpellier.

D’abord formé par son père, il alla à Paris pour y continuer l’étude de son art. Après avoir eu Collin de Vermont pour maître, il entra dans l’atelier de son compatriote Jean II Restout dont il devint l’un des meilleurs élèves. Il étudia ensuite avec Boucher dont il devait devenir le gendre en épousant sa fille aînée, le même jour que Pierre-Antoine Baudouin (1723-1769), qui épousa lui, la fille cadette du maître : Marie-Émilie Boucher, le 8 avril 1758.
S’étant fait connaître en 1750 avec un tableau représentant la Femme de Putiphar accusant Joseph, il obtient l’année suivante le premier prix à l’Académie de peinture. Il intègre l’École royale des élèves protégés que dirige alors Carle Van Loo, il compose sous la direction de ce maître trois tableaux qui, présentés au roi, lui valent les plus vifs éloges de la part de ce dernier.
Il est à peine plus âgé que Fragonard, et ils partagèrent leurs premières années de carrière à Paris, puis à Rome. Il séjourne, à l'Académie de France à Rome de 1754 à 1757, ce qui lui valut le surnom de « Romain ». Il y exécuta trois de ses meilleurs tableaux représentant le Martyre de Saint André destinés à l'église Saint-André-la-Ville de Rouen.
Il fut reçu, en 1758, à l’Académie royale de peinture et de sculpture. Son tableau de réception représentait Vénus versant sur le corps d’Hector une essence divine pour la garantir de la corruption. Ce peintre, comme le dit un biographe, « savait réunir la vigueur de l’expression à l’enthousiasme du génie » mourut prématurément des suites d’une chute dans son atelier. Il avait un frère cadet, François Bruno Deshays de Colleville, portraitiste.

## Œuvre
La majorité de ses œuvres appartient aux collections du musée des Beaux-Arts de Rouen et du musée du Louvre.

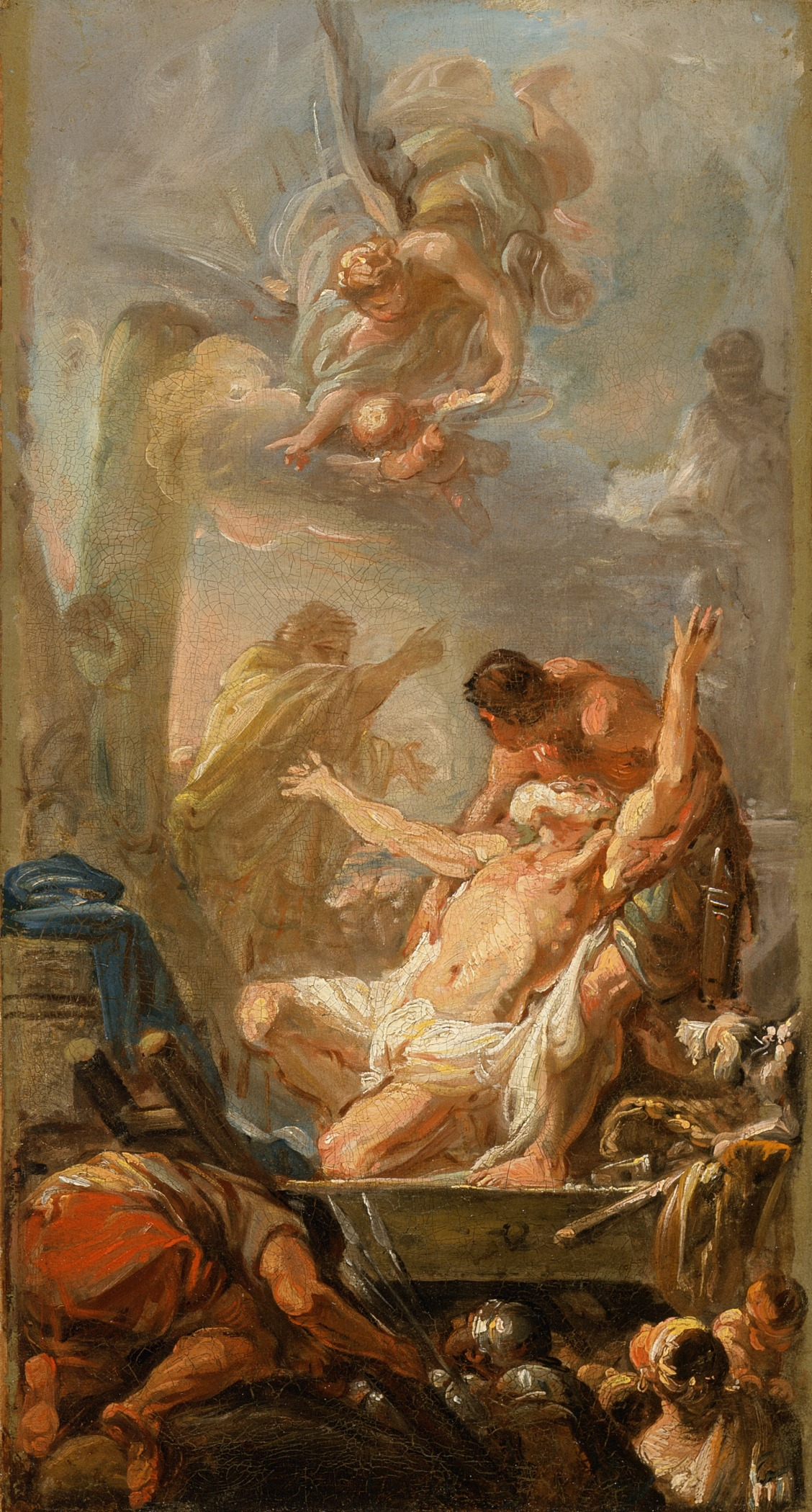
Scène du martyre de saint André, 1758, Musée d'art du comté de Los Angeles.

- La Femme de Putiphar accusant Joseph
- Le Martyre de saint André
- Saint André conduit par ses bourreaux pour être flagellé
- Saint André mis au tombeau
- Jeanne de France
- La Charité romaine
- Visitation de la Sainte-Vierge
- Le mariage de la Sainte-Vierge
- Saint Benoît mourant
- Saint Pierre guérissant un boiteux
- Une prédication de saint Jean
- Le Martyre de saint Jean
- Jupiter et Antiope, 1765 (perdu).
- La Conversion de saint Paul, 1765.
- Saint Jérôme écrivant sur la mort, 1765.
- Artemise au tombeau de Mausole, 1765.
- Achille luttant
- Le Repos pendant la fuite en Égypte, esquisse à l'huile sur papier, 33 × 31 cm, Musée du Louvre, Paris[2]

## Réception contemporaine
Grimm a écrit dans sa Correspondance littéraire au sujet de ce peintre mort très jeune que « c’était le seul qui aurait pu nous consoler de la perte de Carle Vanloo. »
L’écrivain et encyclopédiste Denis Diderot rendait compte des expositions organisées par l’Académie de peinture où Deshays exposa en 1761, 1763 et 1765. En 1761, Diderot note à son propos : 
« Deshays me rappelle les temps de Santerre, de Boullogne, de Le Brun, de Le Sueur et des grands artistes du temps passé. Il a de la force et de l’austérité dans sa couleur ; il imagine des choses frappantes ; son imagination est pleine de grands caractères ; qu’ils soient à lui ou qu’ils les ait empruntés des maîtres qu’il a étudiés, il est sûr qu’il sait se les approprier, et qu’on n’est pas tenté, en regardant ses compositions, de l’accuser de plagiat. Sa scène vous attache et vous touche ; elle est grande, pathétique et violente. Il n’y eut sur le Saint Barthélemy qu’il exposa au dernier Salon qu’une seule voix, et ce fut celle de l’admiration. » (Salon de 1761)
À sa mort, Diderot le loue en les termes suivants : 
« Ce peintre n’est plus. C’est celui-là qui avait du feu, de l’imagination et de la verve ; c’est celui-là qui savait montrer une scène tragique et y jeter de ces incidents qui font frissonner, et faire sortir l’atrocité des caractères par l’opposition naturelle et bien ménagée des natures innocentes et douces ; c’est celui-là qui était vraiment poète. »